# فيراري أس أف 90 ستاردال
فيراري أس أف 90 ستاردال هي سيارة رياضية من إنتاج شركة فيراري الإيطالية.